# Spirit If...
Spirit If... – debiutancki solowy album współzałożyciela zespołu Broken Social Scene, Kevina Drew, wydany 18 września 2007 za pośrednictwem wytwórni Arts & Crafts; pierwszy album z serii Broken Social Scene Presents, w której każdy z albumów jest solowym nagraniem jednego z członków grupy (powstanie każdego z nagrań nadzorują członkowie Broken Social Scene). Drugi album z serii, Something for All of Us... autorstwa Brendana Canninga, został wydany w 2008.
Autorami (prócz Drew) są Ohad Benchetrit, Charles Spearin z zespołu Do Make Say Think oraz Broken Social Scene. Lista utworów, okładka oraz internetowa wersja do ściągnięcia utworu "Tbtf" (skrót od "Too Beautiful to Fuck") zostały udostępnione 19 czerwca 2007. Album osiągnął 113. miejsce na liście Billboard 200 oraz 1. na liście Top Heatseekers. Utwór "Backed Out on the..." znalazł się na 33. miejscu listy Najlepszych piosenek w 2007 roku autorstwa Rolling Stone oraz na 99. listy Pitchfork Media. Ponadto utwór zajął 1. miejsce listy The R3-30 20 grudnia 2007.

## Spis utworów
1. "Farewell to the Pressure Kids" – 5:49
2. "Tbtf" – 3:51
3. "F-ked Up Kid" – 5:09
4. "Safety Bricks" – 4:27
5. "Lucky Ones" – 6:44
6. "Broke Me Up" – 4:24
7. "Gang Bang Suicide" – 6:22
8. "Frightening Lives" – 6:12
9. "Underneath the Skin" – 0:46
10. "Big Love" – 3:19
11. "Backed Out on the..." – 4:16
12. "Aging Faces / Losing Places" – 4:31
13. "Bodhi Sappy Weekend" – 4:29
14. "When It Begins" – 5:01
15. "What You Gonna Be" (utwór bonusowy dostępny na iTunes) – 4:05